# Yoann Andreu
Yoann Andreu (Bourg-en-Bresse, 3 mei 1989) is een Frans voetballer die doorgaans als vleugelverdediger speelt. Hij tekende in 2015 bij Angers SCO.

## Clubcarrière
Saint-Étienne haalde Andreu in 2004 weg bij Valence. Op 22 augustus 2008 debuteerde hij in de Ligue 1 tegen OGC Nice. Op 27 november 2008 maakte hij zijn Europees debuut in de UEFA Europa League tegen Club Brugge. In 2012 trok de verdediger naar Mouscron-Péruwelz, waar hij één seizoen speelde. Het jaar erop trok Andreu naar Gazélec Ajaccio, waar hij in twee seizoenen 62 competitieduels speelde. In 2015 tekende Andreu bij Angers SCO. Op 8 augustus 2015 debuteerde hij voor zijn nieuwe club in het competitieduel tegen Montpellier HSC.